# TVS-Suzuki

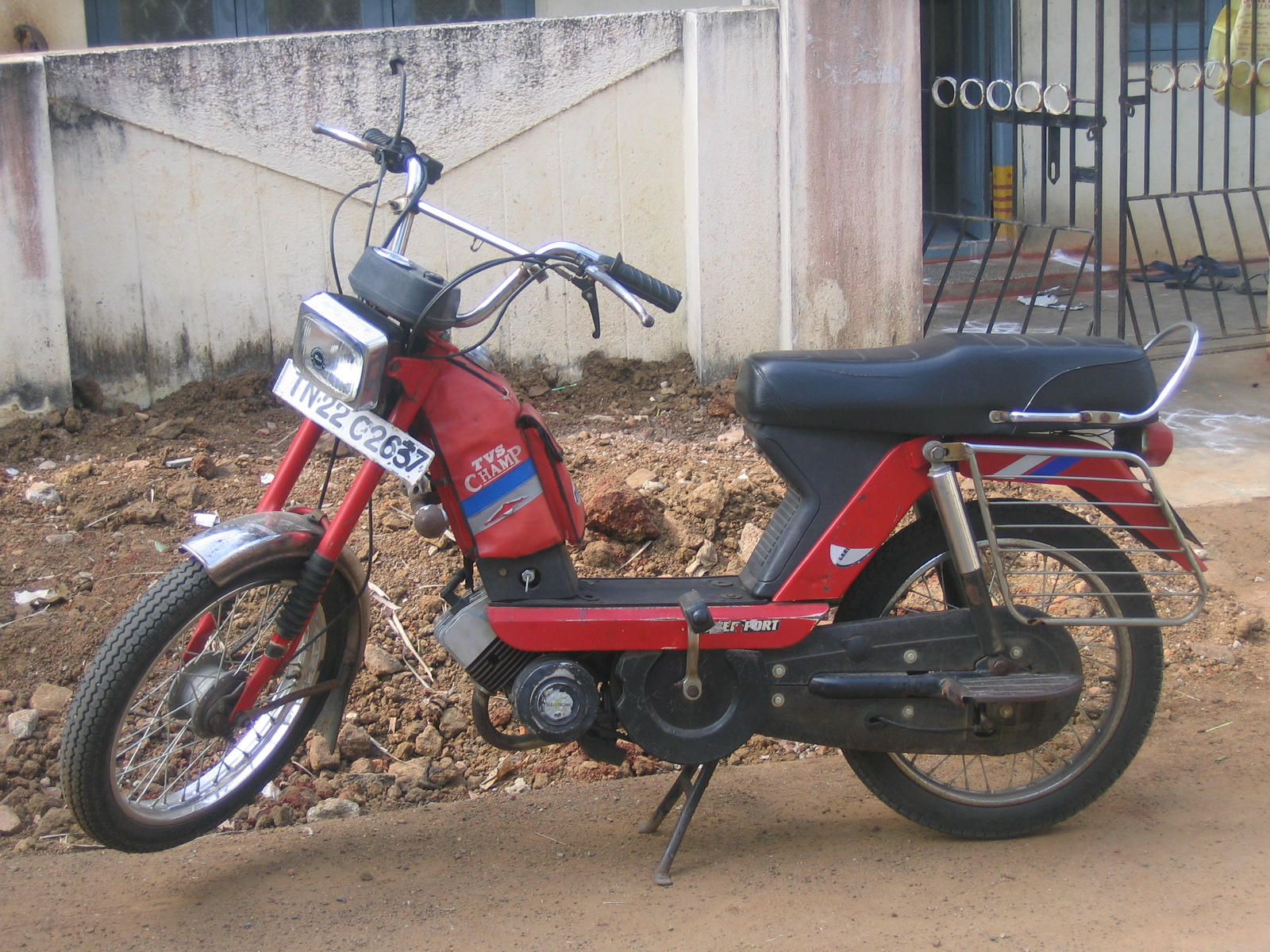
TVS Champ bromfiets

TVS-Suzuki is een Indiase fabriek die Suzuki-motorfietsen in licentie bouwt. De productie is vrij groot: ca. 2.500.000 motorfietsen per jaar! TVS-Suzuki is een van de in totaal ongeveer 30 bedrijven van de TVS Group. De groep bestaat sinds 1911 en is naast automotive actief in verscheidene andere branches waaronder IT (TVS Infotech), Finance (Sundaram Finance), hardware/electronics (TVS Electronics), etc. Voor meer informatie over de TVS Group zie: www.tvsiyengar.com.
Het bedrijf begon met de productie in 1980. Men produceert tegenwoordig lichte motorfietsen, bromfietsen en scooters van 50- tot 100 cc.